# Aeroportul Oro Negro
Aeroportul Oro Negro (IATA: CBS, ICAO: SVON) este un aeroport din Cabimas⁠(d), Municipio Cabimas⁠(d), Zulia, Venezuela ce deservește zona Cabimas⁠(d).
Situat la o altitudine de 46 m, aeroportul dispune de o singură pistă.